# Nicteri de Vinson
El nicteri de Vinson (Nycteris vinsoni) és una espècie de ratpenat de la família dels nictèrids que es troba a Moçambic.